# Roger van Wendover
Roger van Wendover (overleden in 1236) was een benedictijner monnik, waarschijnlijk afkomstig uit Wendover, Buckinghamshire, Engeland.
Roger was de officiële geschiedschrijver van de abdij van St Albans. De abdij kende deze functie sinds die werd ingevoerd door de in 1183 overleden abt Simon. Het werk van Roger is het eerste in zijn soort dat bewaard is gebleven. Aangenomen wordt dat Rogers werk was gebaseerd op dat van John de Cella, ook bekend als John van Wallingford, abt van St Albans van 1195 tot 1214.
Roger zou het hebben bewerkt en aangevuld met werk uit diverse andere bronnen, 'als bloemen, geplukt uit het veld'. Vandaar de titel van het door hem geschreven werk: Flores Historiarum ("Bloemen van de geschiedenis"). Roger beschrijft hierin de geschiedenis van de mensheid van de schepping tot het jaar 1235. Er bestaat een exemplaar van het 13e-eeuwse manuscript dat wordt bewaard in de Bodleian Library en een beschadigd 14e-eeuws exemplaar in de British Library. 
Na Rogers dood werd het werk voortgezet door zijn opvolger Matthew Paris (1200–1259) en vervolgens in Westminster door diverse anderen tot in 1326.